# Dinoponera australis
Dinoponera australis är en myrart som beskrevs av Carlo Emery 1910. Dinoponera australis ingår i släktet Dinoponera och familjen myror.

## Underarter
Arten delas in i följande underarter:
- D. a. australis
- D. a. bucki
- D. a. nigricolor

## Bildgalleri

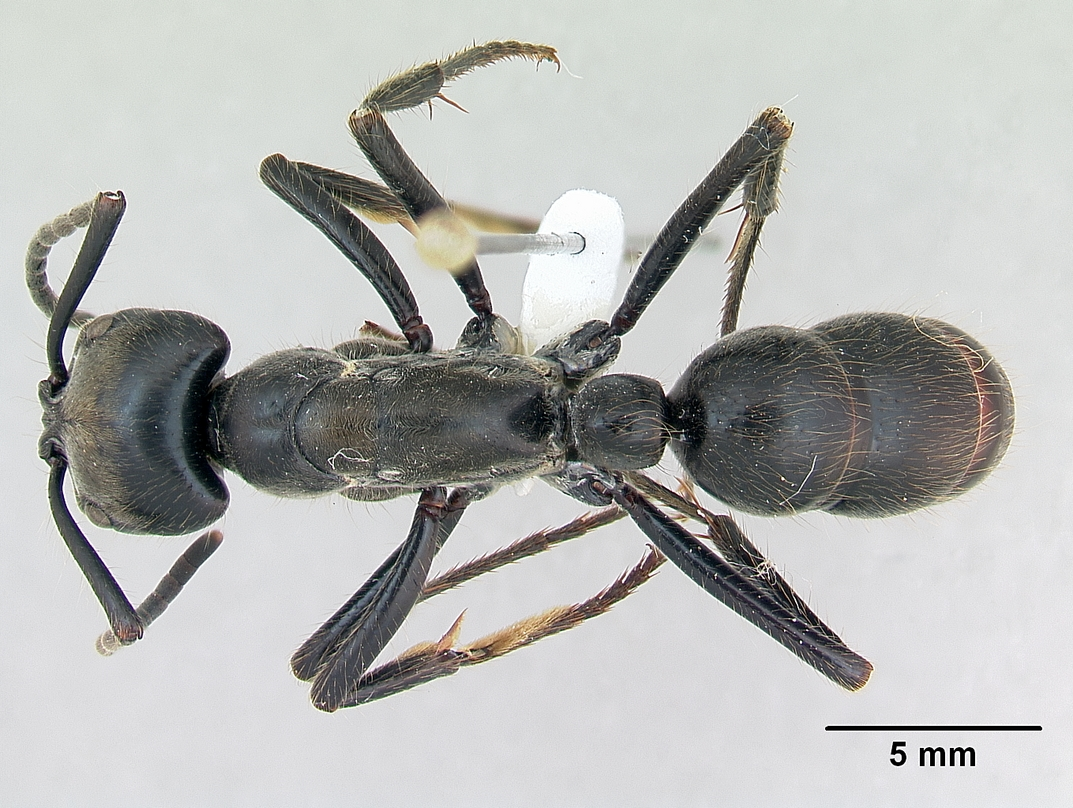
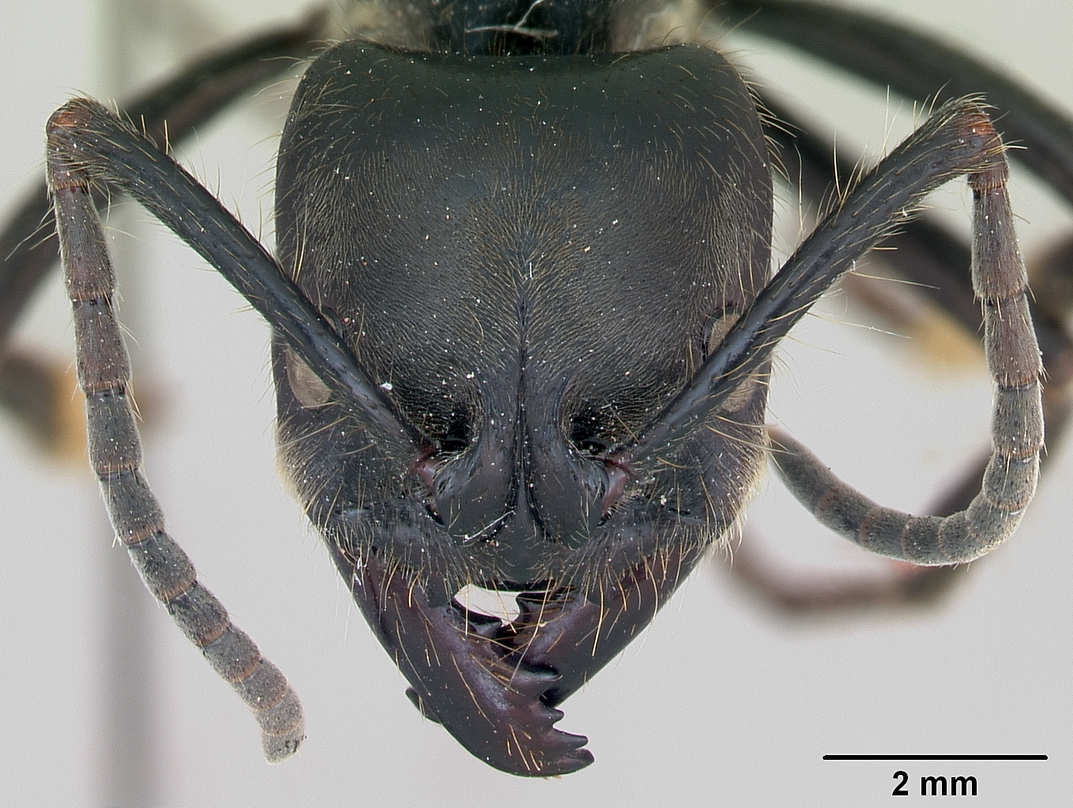
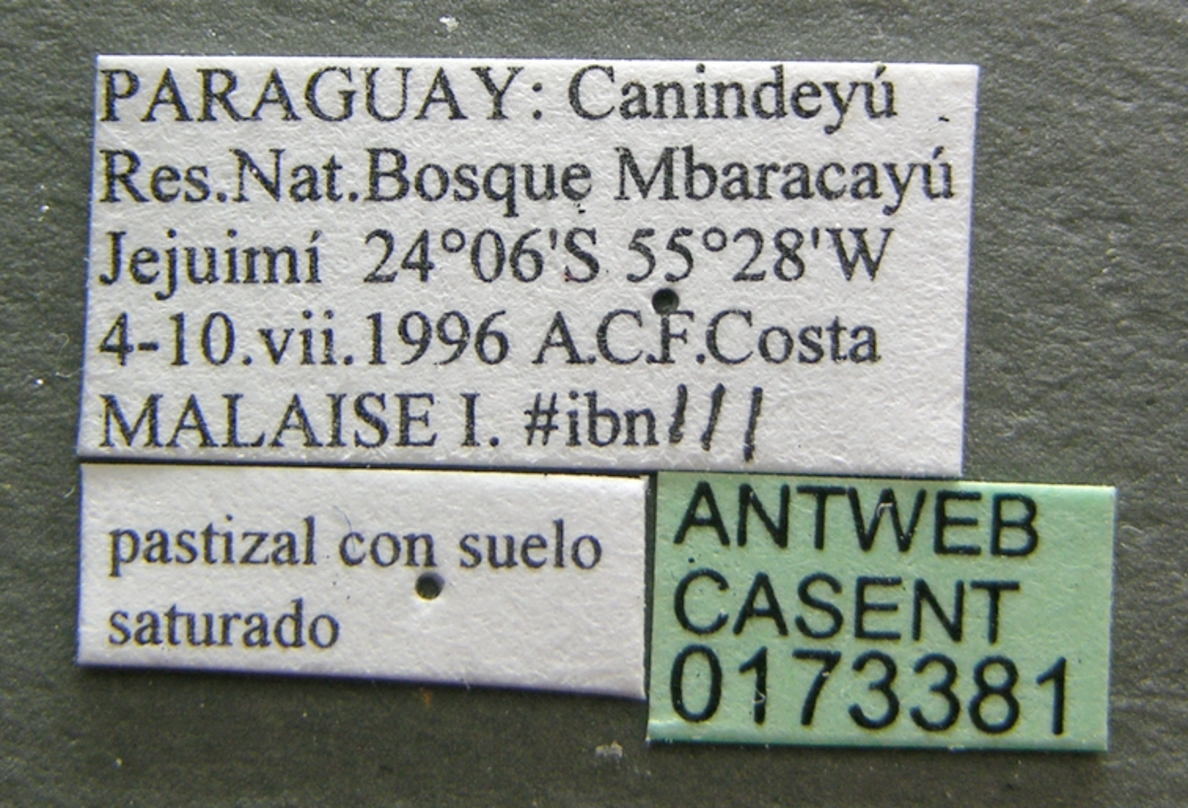
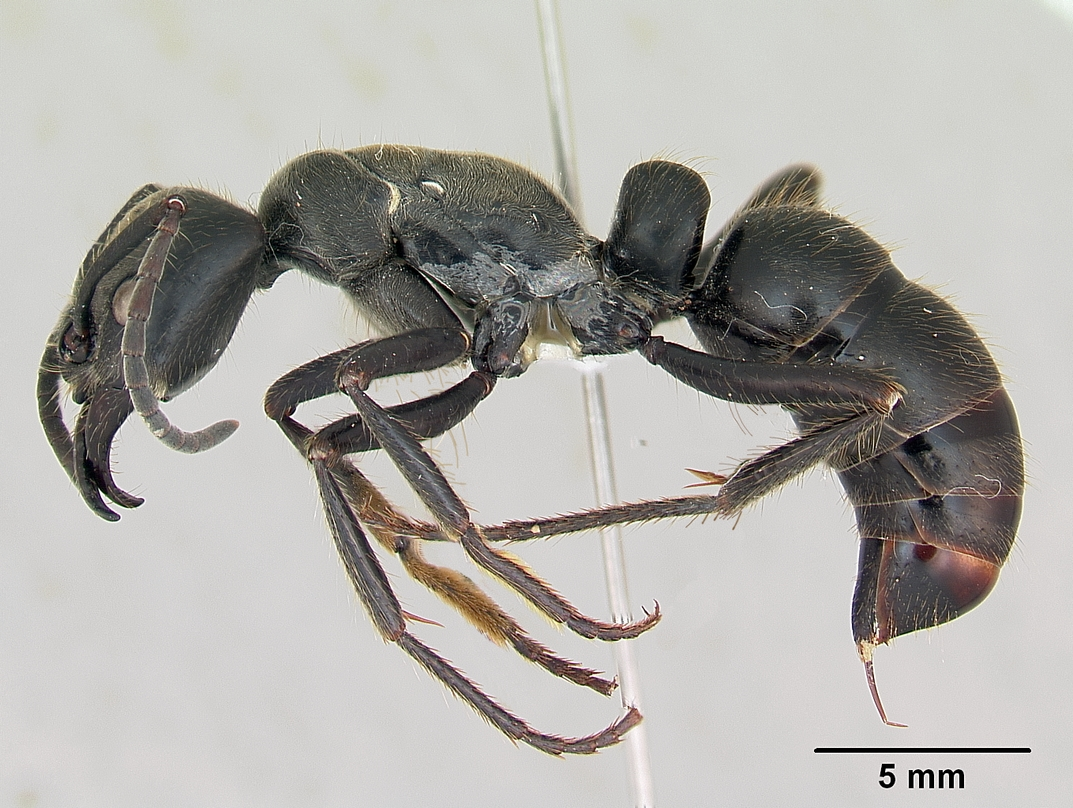
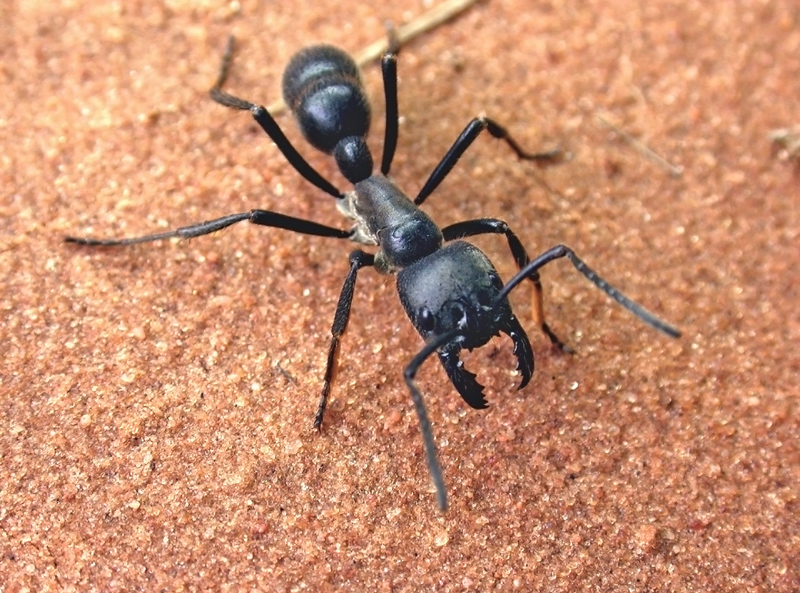